# Kachal Mangān
Kachal Mangān (persiska: كَچَل مَنگان, کچل منگان) är en ort i Iran.   Den ligger i provinsen Kurdistan, i den nordvästra delen av landet, 500 km väster om huvudstaden Teheran. Kachal Mangān ligger 1 532 meter över havet och antalet invånare är 242.
Terrängen runt Kachal Mangān är huvudsakligen kuperad. Kachal Mangān ligger nere i en dal. Runt Kachal Mangān är det ganska glesbefolkat, med 50 invånare per kvadratkilometer. Närmaste större samhälle är Saqqez, 16,2 km norr om Kachal Mangān. Trakten runt Kachal Mangān består i huvudsak av gräsmarker.